# 火箸

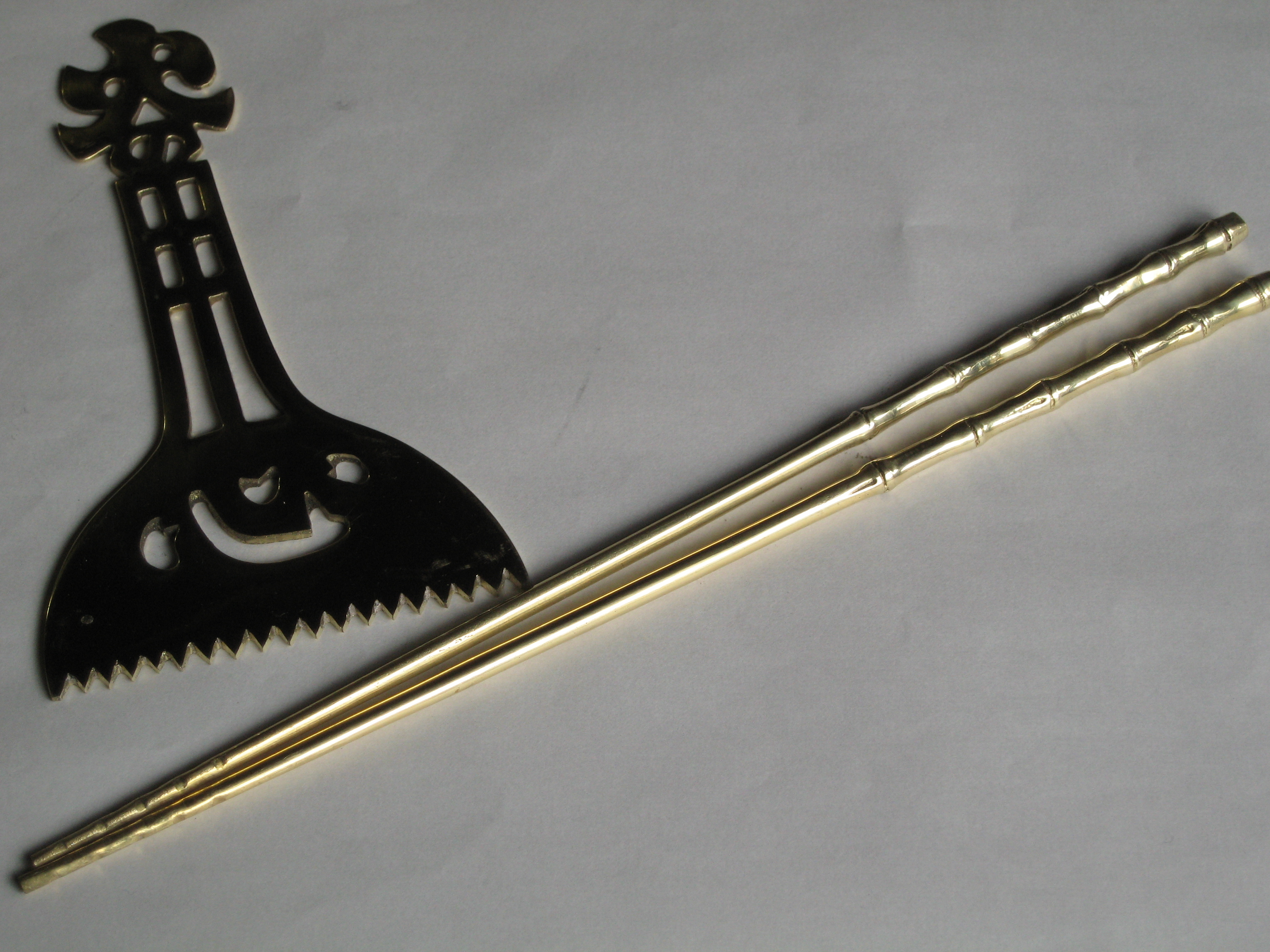
日本の真鍮でできた火箸（右）と灰均し（左）

火箸（ひばし）は、炭火などを扱うための金属製の箸
。火ばさみを含めた総称である地域もある。

## 概説
かつて火鉢や囲炉裏が普及していた時代には、どこの家庭にもある一般的な道具だった。2本の、先に行くにつれて細くなる金属の棒で構成され、長さは25センチから40センチ程度。炭を継ぎ足したり、熾っている火を調整したりするときに使用する。後端は丸いもの、瓦釘のようになっているもの、割ったり巻いたりして輪をつけたものなど様々である。
火鉢の火を灰を被せて消した後、火箸を十文字に刺しておくという習慣があった。一種の火伏せのまじないである。また、アイヌには、地震が起こった際、囲炉裏の灰に火箸を刺すまじないがあった（アメマスの伝承を参照）。

## その他の用途
家庭で炭火を扱うことが少なくなるにつれ、茶道の席などを除き次第にその姿を消していったが、何本かを吊るして風鈴にするという風流な用途があり、この目的で生き残っているのを見かけることができる。戦国時代から甲冑師として鉄の加工技術を守ってきた姫路市の明珍（みょうちん）家では、この材料に日本刀の材料である玉鋼を用い、さらに美しい音色のものを現在も製作している。この音色は冨田勲の楽曲にサンプリングされたり、ソニーの音響機器の試験にも使用されている。